# Mechthildis
Mechthildis (auch Mechtildis)  ist ein weiblicher Vorname, eine Variante des Namens Mechthild, der wiederum eine im deutschen Sprachraum verbreitete Form von Mathilde ist.

## Namensträgerinnen
- Mechtildis von Bongard (14. Jahrhundert), von 1352 bis 1356 Äbtissin der Reichsabtei Burtscheid bei Aachen
- Mechtildis Sinsteden (1782–1881), Stifterin und Wohltäterin
- Mechthildis Thein (1888–1959), deutsche Schauspielerin der Stummfilmzeit

Zwischenname
- Helena Mechthildis Curtens; 1722–1738, Opfer der Hexenverfolgung